# 십계 (1923년 영화)
십계(The Ten Commandments)는 미국에서 제작된 세실 B. 데밀 감독의 1923년 드라마 영화이다. 테오도르 로버츠 등이 주연으로 출연하였고 세실 B. 드밀 등이 제작에 참여하였다.

## 출연

### 주연
- 테오도르 로버츠
- 찰스 드 로체포트
- 에스텔 테일러

### 조연
- 줄리아 페이
- 제임스 닐
- 로슨 버트
- 클라렌스 버턴
- 노블 존슨
- 에디세 챕맨
- 리처드 딕스
- 로드 라 로크
- 레어트리스 조이
- 로버트 에드슨
- 찰스 오글

## 제작진
- 의상: 하워드 그리어

## 같이 보기
- 거짓 주인공